# Cantones de Bolivia
Un cantón era una unidad administrativa de quinta orden establecido en Bolivia por el artículo 108 de la constitución de 1967, por debajo del departamento, provincia y municipio, en orden descendente. Debido a que no se mencionó en la nueva constitución de 2009, el cantón fue oficialmente abolido como nivel administrativo. En la práctica, sin embargo, continúan existiendo hasta que el municipio respectivo se haya otorgado una constitución autónoma. En este caso, los cantones del municipio en cuestión se sustituyen por distritos (distrito municipal).
Cada cantón se dividía en un número diferente de subcantones en el sexto nivel administrativo. Cada cantón y subcantón estaba encabezado por un corregidor (alguacil). El nivel más bajo y séptimo son las localidades individuales.